# 제임스 브로데릭

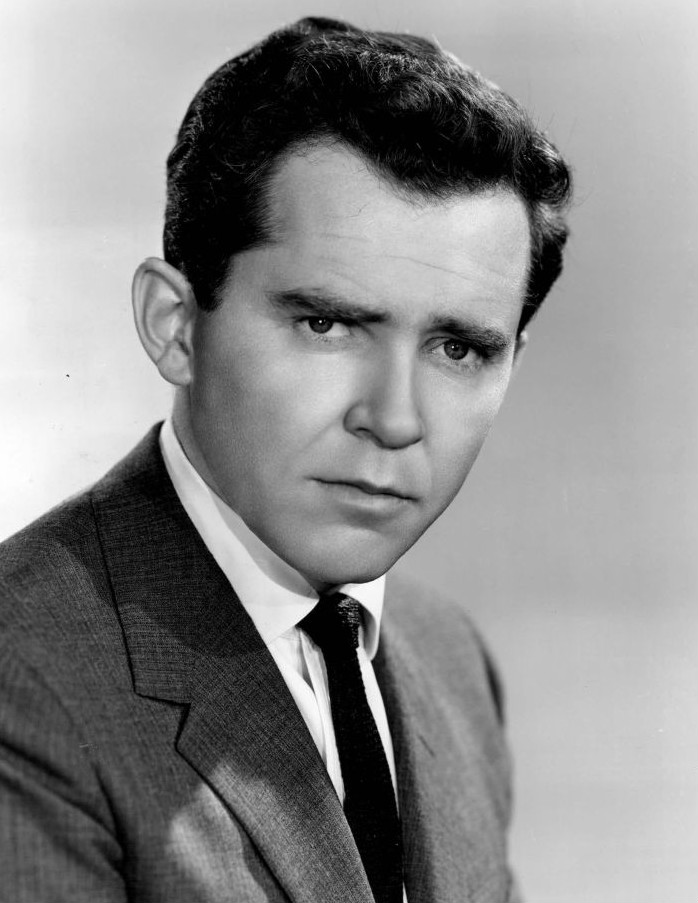

제임스 브로더릭(James Broderick, 영어 발음: /ˈbrɒdərɪk/, 1927년 3월 7일 ~ 1982년 11월 1일)은 미국의 배우이다. 매슈 브로더릭의 아버지이다.
설리번군에서 태어났으며 뉴헤이븐에서 사망하였다. 사인은 암이다.

## 출연 작품
- 샤도우 박스 (1980년)
- 뜨거운 오후 (1975년) - FBI 요원 쉘던 역
- 지하의 하이젝킹 (1974년)
- 앨리스의 레스토랑 (1969년)
- 그룹 (1966년)

### 텔레비전
- 애즈 더 월드 턴즈 (1956년)
- 딜론 보안관 (1955년)
- 스튜디오 원 (1948년)
- 뿌리 - 그 다음 세대 (1979년)
- 사랑의 화원 (1976년)